# جائزة فريدريش بوديكر
جائزة فريدريش بوديكر Friedrich-Bödecker-Preis هي جائزة أدبية تمنح كل عامين, للأعمال الأدبية المتميزة في مجال أدب الأطفال والشباب في البلدان الناطقة بالألمانية. ومنحت الجائزة لأول مرة في عام 1972,وتقدر قيمة الجائزة ب 2000 يورو.

## الحاصلين على الجائزة
- 1972 : بويْ لورنزن - وكريستينه نوستلنغر
- 1974 : جيرولت أنريش - وهاينريش بليتيشا
- 1976 : فولفجانج جابل
- 1978 : ريناته فيلش
- 1980 : أخيم بورجر وجيزيلا كالوف
- 1982 : كلاوس دوديرر
- 1984 : يوزف جوجنموس
- 1986 : برنامج Schülerexpress في محطة ZDF التلفزيونية
- 1988 : إنجيبورج باير
- 1990 : هانز جيورج نواك
- 1992 : كريستا شبانجنبرج - وهانز فريفرت
- 1994 : أرنولف تسيتلمان
- 1996 : هربرت جونتر
- 1998 : ميريام بريسلر
- 2000 : بينو بلودرا
- 2002 : تيلمان روريج
- 2004 : هانز يواخيم جيلبرج
- 2006 : زيجريد تسيفايرت

## الموقع الرسمي للجائزة
- http://www.boedecker-kreis.de